# 해고당한 암흑병사(30대)의 슬로한 세컨드 라이프
해고당한 암흑병사(30대)의 슬로한 세컨드 라이프(解雇された暗黒兵士（30代）のスローなセカンドライフ)는 오카자와 로쿠시로가 원작한 일본의 라이트 노벨 소설 작품이다. 2018년 11월 15일부터 「소설가가 되자」에서 투고되어 2019년 8월 2일부터 K라노벨북스(코단샤)로부터 서적화되었다. 일러스트는 sage・죠ー가 담당하고 있다.